# Asterix & Obelix feiern Geburtstag
Asterix & Obelix feiern Geburtstag (auch bekannt als Asterix & Obelix feiern Geburtstag – Das goldene Album und Asterix & Obelix feiern Geburtstag – Das goldene Buch, französischer Originaltitel: L’anniversaire d’Astérix et Obélix – Le livre d’or) ist der 34. Band der Asterix-Reihe und somit Nachfolgerband von Gallien in Gefahr.
Er wurde aus Anlass des 50. Geburtstags der Serie von Albert Uderzo verfasst und erschien im Jahr 2009. Es war der letzte Band, der von Albert Uderzo gezeichnet wurde. Da er einige Texte aus einer früheren Pilote-Ausgabe übernommen hat, wird René Goscinny noch einmal als Texter genannt.

## Handlung
Am Anfang der Ausgabe wird beschrieben, wie das unbesiegbare, gallische Dorf im Jahre 1 nach Christus aussehen würde. Dies entspräche 50 Jahre nach dem ersten Comic. Asterix hat Enkelkinder und lebt in dieser Zeit wie Obelix auf dem Land. Auf einmal taucht der Autor Albert Uderzo auf und erzählt Miraculix, Asterix und Obelix, dass er die Idee hatte, sie altern zu lassen, woraufhin Obelix den Autor wie einen Römer verprügelt. Aus diesem Grund lässt Uderzo sie wieder in ihr Ursprungsalter und ihre Ursprungszeit zurückkehren.
Im Dorf ruft Häuptling Majestix zu einer Versammlung, um Asterix und Obelix ein Geburtstagsgeschenk zu machen. Während Methusalix’ Frau Asterix und Obelix neue Kleidung schenken will und einen Monolog darüber hält, erscheint der Postbote. Er überbringt Obelix einen Brief von dessen heimlicher Liebe Falbala. Da Obelix des Lesens nicht mächtig ist, bedient er sich eines Buches des Druiden, um ihn entziffern zu können, bis ihm schließlich Asterix Falbalas Brief einfach vorliest. Einen Tag später erreicht weitere Post mit Glückwünschen für die beiden Helden. Die Post stammt diesmal von Numerobis, dem Pyramidenbauer, und von den Piraten Robert, Baba und Dreifuß, deren meist neues Schiff regelmäßig von den beiden Galliern zerstört wurde.
Ein weiterer Höhepunkt stellt die Castingshow Gallien sucht den Superbarden des sonst so erfolglosen Musikers Troubadix dar.
Die beiden Freunde werden derweil von allen möglichen Figuren besucht und beschenkt, die ihnen während ihrer zahlreichen Abenteuer einmal über den Weg liefen. So beispielsweise Quadratus, der Baumeister der Trabantenstadt, der die Idee und schon den Plan entworfen hat, einen Asterix-Park aufzumachen. In diesen Zusammenhang fällt ein Racheakt von Julius Caesar, der den Galliern vergifteten Wein schenken will, was von Miraculix verhindert werden kann.
Den Abschluss des Comics bildet eine symbolische Szene: Asterix und Obelix stehen im Mittelpunkt einer Schar von Gratulanten, die sich aus den vorangegangenen Episoden der Reihe zusammensetzt.

## Veröffentlichung
Der Band wurde in deutscher Sprache im Oktober 2009 von der Ehapa Comic Collection – Egmont Manga & Anime veröffentlicht.